# J'pète les plombs
Singles de Disiz
Le Poisson rouge
(2000)
J'pète les plombs est le premier single musical du rappeur/chanteur Disiz la Peste produit par JMDee, sorti en 2000 extrait de son premier album studio Le Poisson rouge (2000).
Les paroles et le clip sont directement inspirés du film Chute libre de Joel Schumacher.

## Clip
Le clip est co-réalisé par Atisso Medessou et Joyce EDORH et est tourné à Evry. Cécile de France joue la caissière du McDonalds et l'on retrouve  au moment du refrain  d'autres  guest star comme Joey starr et Cut Killer. 

## Classements
| Classement (2012)                       | Meilleure position |
| --------------------------------------- | ------------------ |
| Belgique (Wallonie Ultratop 50 Singles) | 4                  |
| France (SNEP)                           | 6                  |
| Suisse (Schweizer Hitparade)            | 33                 |

## Certification
| Pays   | Certification | Année | Ventes certifiées |
| ------ | ------------- | ----- | ----------------- |
| France | Or            | 2000  | 250 000           |